# Upper Hanover Township (comté de Montgomery, Pennsylvanie)
Pour les articles homonymes, voir Upper Hanover Township.
Upper Hanover Township est un township du comté de Montgomery, en Pennsylvanie, aux États-Unis.